# Mariam al-Mahdi
Mariam al-Mahdi, née en 1965, est une femme politique soudanaise. Elle est ministre des Affaires étrangères du Soudan en 2021 au sein du gouvernement d'Abdallah Hamdok.

## Biographie
Née en 1965 à Omdourman, elle est la fille de l'ancien Premier ministre Sadeq al-Mahdi (chef du gouvernement renversé fin juin 1989 par le coup d’État d’Omar el-Bechir). Elle obtient son premier diplôme de médecine générale à l'université de Jordanie en 1991, puis un diplôme de médecine pédiatrique tropicale à la Liverpool School of Tropical Medicine en 1995.
Elle exerce la médecine en tant que médecin généraliste pendant six ans au milieu des années 1990 dans les hôpitaux pour enfants du Soudan. Puis, elle reprend des études et obtient un autre diplôme supérieur, en développement et en questions de genre à l'université Ahfad pour les femmes à Omdourman en 2006, et une licence en droit à l'université Neelain au Soudan en 2013.
Elle s'engage aussi dans la politique et devient progressivement une figure du Parti Oumma et de l'opposition à Omar el-Bechir. Ainsi, en janvier 2019, elle est nommée vice-présidente du parti Oumma. Elle est arrêtée en mars 2019 lors de la révolution soudanaise.
Elle devient ministre des Affaires étrangères le 8 février 2021. En août 2021, elle annonce la décision du Conseil des ministres de remettre Omar el-Béchir, l'ancien dictateur fait prisonnier à la suite de son renversement, à la Cour pénale internationale.
Après le nouveau coup d'État militaire qui renverse le gouvernement civil, elle affirme son soutien à la résistance civile et multiplie les contacts avec les chancelleries étrangères pour obtenir des condamnations du coup de force militaire.